# Lijst van oorlogsmonumenten in Zundert
De Nederlandse gemeente Zundert heeft 5 oorlogsmonumenten. Hieronder een overzicht.
| Nr.  | Object              | Herdachte groep                      | Ontwerper        | Onthulling      | Type            | Locatie                    | Plaats     | Coördinaten                   | Foto                |
| ---- | ------------------- | ------------------------------------ | ---------------- | --------------- | --------------- | -------------------------- | ---------- | ----------------------------- | ------------------- |
| 1074 | Vloeiweide monument | burgerslachtoffers, verzet Nederland |                  | 8 oktober 1994  | overig          | Hellegatweg 6, 4891 ST     | Rijsbergen | 51° 32' 26" NB, 4° 41' 46" OL | Vloeiweide monument |
| 1076 | Oorlogsleed         | burgerslachtoffers, verzet Nederland | Niek van Leest   | 29 oktober 1980 | beeld/sculptuur | St. Bavostraat 18, 4891 CJ | Rijsbergen | 51° 30' 55" NB, 4° 41' 60" OL | Oorlogsleed         |
| 1087 | Herdenkingsraam     | burgerslachtoffers, overig           | Atelier de Swart |                 | glas-in-lood    | St- Bavostraat 16, 4891 CJ | Rijsbergen | 51° 30' 55" NB, 4° 41' 59" OL |                     |
| 2113 | Bevrijdingsmonument | algemeen, geallieerde militairen     |                  | 5 mei 2001      | zuil            | Meirseweg, 4881 DH         | Zundert    | 51° 28' 8" NB, 4° 41' 3" OL   |                     |
| 3520 | Oorlogsmonument     | burgerslachtoffers                   |                  | 4 mei 2010      | plaquette       | Wernhoutseweg 149, 4884 AT | Wernhout   | 51° 27' 11" NB, 4° 38' 31" OL |                     |

Alphen-Chaam ·
Altena ·
Asten ·
Baarle-Nassau ·
Bergeijk ·
Bergen op Zoom ·
Bernheze ·
Best ·
Bladel ·
Boekel ·
Boxtel ·
Breda ·
Cranendonck ·
Deurne ·
Dongen ·
Drimmelen ·
Eersel ·
Eindhoven ·
Etten-Leur ·
Geertruidenberg ·
Geldrop-Mierlo ·
Gemert-Bakel ·
Gilze en Rijen ·
Goirle ·
Halderberge ·
Heeze-Leende ·
Helmond ·
's-Hertogenbosch ·
Heusden ·
Hilvarenbeek ·
Laarbeek ·
Land van Cuijk ·
Loon op Zand ·
Maashorst ·
Meierijstad ·
Moerdijk ·
Nuenen, Gerwen en Nederwetten ·
Oirschot ·
Oisterwijk ·
Oosterhout ·
Oss ·
Reusel-De Mierden ·
Roosendaal ·
Rucphen ·
Sint-Michielsgestel ·
Someren ·
Son en Breugel ·
Steenbergen ·
Tilburg ·
Valkenswaard ·
Veldhoven ·
Vught ·
Waalre ·
Waalwijk ·
Woensdrecht ·
Zundert